# Elizabeth Loftus
Elizabeth F. Loftus (Bel Air, 16 ottobre 1944) è una psicologa statunitense.

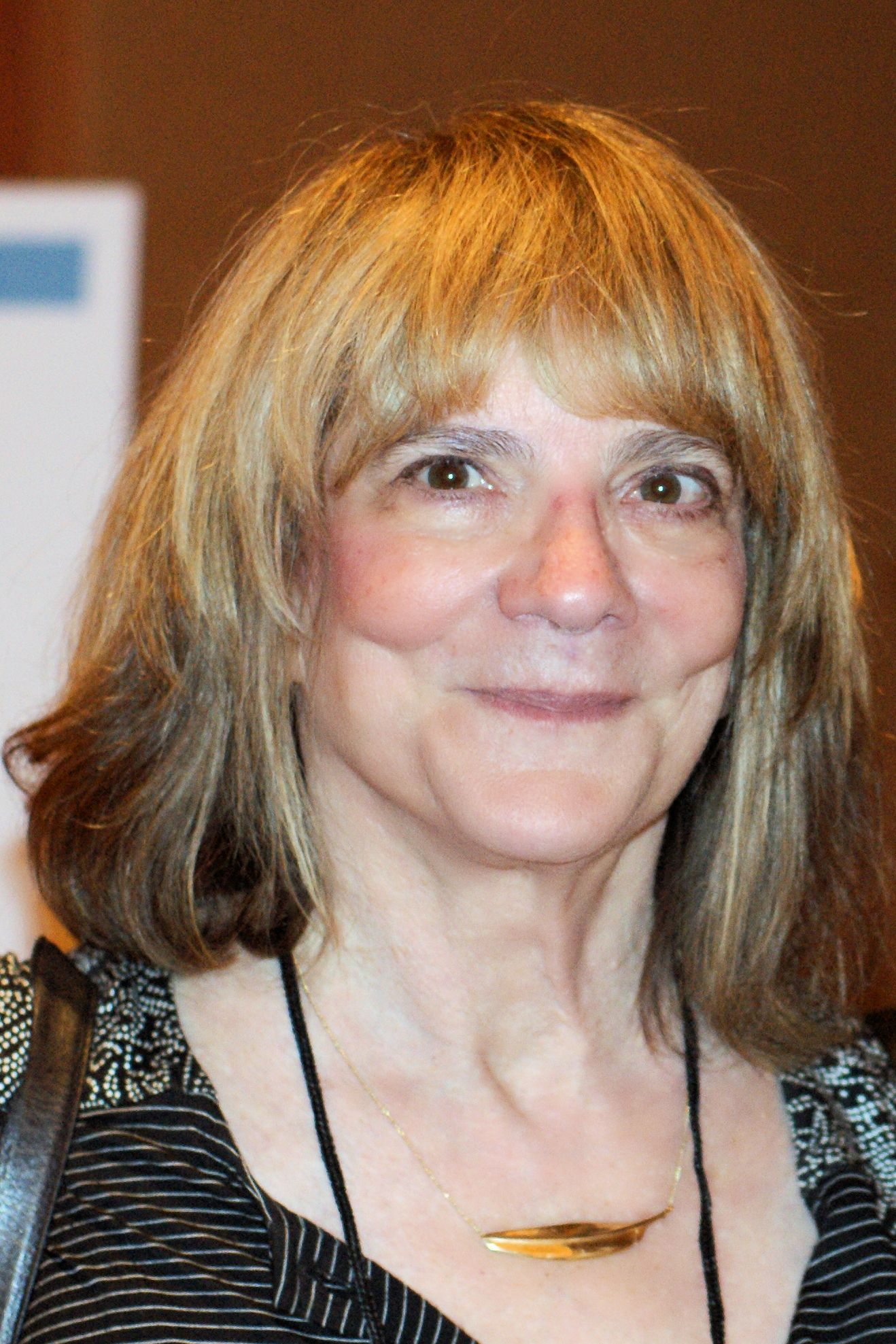
Elizabeth Loftus (2011)

Ha dedicato gran parte delle proprie ricerche alla memoria umana, con particolare attenzione all'“effetto dell'informazione inattendibile” (misinformation effect) e alla natura dei falsi ricordi (confabulations).
Ha pubblicato 18 libri e più di 250 articoli scientifici. Il suo lavoro è riconosciuto in tutto il mondo; ha ricevuto numerosi premi e titoli accademici onorifici. Nel 2002 si è classificata cinquantottesima in una lista dei 100 ricercatori più influenti in psicologia nel XX secolo pubblicata dal giornale Review of General Psychology.
In qualità di esperta di falsi ricordi è stata richiesta come consulente in numerosi casi giudiziari.

## Formazione e carriera
Elizabeth Loftus ha conseguito il Bachelor's degree in matematica e psicologia all'Università di California nel 1966. 
Ha ricevuto nel 1967 il Master of Arts e nel 1970 il Ph.D in Psicologia all'Università di Stanford.
È Distinguished Professor in vari Dipartimenti, tra cui il Dipartimento di Psicologia e Comportamento Sociale e il Dipartimento di Scienze cognitive, ed è membro del Centro di Neurobiologia dell'Apprendimento e della Memoria presso l'Università della California, oltre che Dottoressa in Legge.

È stata insignita di varie lauree honoris causa per il suo lavoro di ricerca:
1. nel 1982 dalla Università di Miami;
2. nel 1990 dalla Università di Leida (Paesi Bassi);
3. nel 1994 dal John Jay College of Criminal Justice di New York;
4. nel 1998 dalla Università di Portsmounth in Inghilterra;
5. nel 2005 dall'Università di Haifa (Israele);
6. nel 2008 dall'Università di Oslo.

Inoltre, è socia dello Scientific and Professional Advisory Board della Fondazione della Sindrome della Falsa Memoria.

## Premi ricevuti
È stata Presidente dell'Associazione per la Scienza Psicologica, della Western Psychological Association e della American Psychology-Law Society.
| Anno | Premio                                                                                              |
| ---- | --------------------------------------------------------------------------------------------------- |
| 2001 | William James Fellow Award dalla Association for Psychological Science                              |
| 2003 | American Psychological Association's Award for Distinguished Scientific Applications of Psychology. |
| 2004 | Eletta dalla National Academy of Sciences                                                           |
| 2005 | Grawemeyer Award in Psicologia                                                                      |
| 2005 | Eletta dalla Royal Society of Edinburgh                                                             |
| 2006 | Eletta dalla American Philosophical Society.                                                        |

## Ricerche importanti
Ha condotto un esperimento (Lost in the mall technique) per dimostrare che falsi ricordi possono svilupparsi attraverso la suggestione. Il test è stato contestato per ragioni etiche; in particolare, si è criticato il modo in cui sono stati raccolti i volontari su cui è stato effettuato l'esperimento e le "conclusioni inappropriate" sulle false memorie e sulle tecniche terapeutiche.

### Misinformation effect
Nei primi anni settanta, iniziò gli studi sull'"effetto dell'informazione sbagliata"; l'esito di queste indagini dimostrò che i soggetti che, dopo aver assistito a un evento, hanno poi ricevuto dettagli falsi, sviluppano ricordi distorti.
In un esperimento, i partecipanti hanno assistito a un incidente automobilistico simulato, avvenuto a un incrocio con un segnale di stop; ad alcuni dei partecipanti fu poi detto che era il segnale di dare precedenza; in seguito, questi dichiararono di essere certi di aver assistito a un incidente avvenuto in un incrocio nel quale si doveva dare precedenza; al contrario, il resto del gruppo aveva un ricordo molto più preciso di quanto realmente accaduto.

## Casi giudiziari di falsi ricordi
Elizabeth Loftus ha studiato e ha collaborato in diversi casi giudiziari in cui erano state espresse false memorie formatesi in seguito ad una terapia.
- Nel 1986, Nadean Cool, aiuto-infermiera nel Wisconsin, chiese il consulto di uno psichiatra per superare la reazione avuta in seguito a un evento traumatico riguardante la figlia. Lo psichiatra sperimentò sulla donna ipnosi, esorcismi e altre tecniche per rievocare le memorie dell'abuso che la paziente dichiarava di aver subito.

Durante questa terapia, la donna si convinse di aver rimosso i ricordi di vari eventi traumatici, tra cui: la partecipazione a una cerimonia in onore di Satana, episodi di cannibalismo su bambini, lo stupro subito, il sesso con animali e l'essere stata costretta ad assistere all'omicidio di un amico di 8 anni.
La donna arrivò a credere di avere in sé oltre 120 personalità; tra le altre, credeva di essere stata un angelo e perfino un'anatra. Nel momento in cui Nadean Cool comprese di essere stata ingannata, e che le erano stati provocati falsi ricordi, citò in giudizio lo psichiatra.
- Nel 1992, nel Missouri, un membro del consiglio ecclesiastico convinse la signora Beth Rutherford di essere stata ripetutamente violentata dal padre, sacerdote, tra i 7 e i 14 anni, inducendola a credere che la violenza sessuale fosse avvenuta con la collaborazione della madre, che l'avrebbe tenuta ferma. Sotto la guida dell'uomo, la donna elaborò altri ricordi: si persuase di essere rimasta incinta due volte dal padre, e che questi l'aveva costretta ad abortire servendosi di una gruccia.

Quando la storia venne a conoscenza di tutti, il padre dovette dimettersi dalla funzione di sacerdote.
In seguito, Beth si sottopose a esami medici, e fu provato che era ancora vergine e non aveva mai condotto una gravidanza. Anche in questo caso, la donna citò in giudizio il terapeuta.
- Nel 1991, due ex pazienti di uno psichiatra del Minnesota, Vynnette Hamanne es Elizabeth Carlson, ricevettero oltre due milioni di dollari ciascuno dopo che fu dimostrato che il terapeuta aveva stimolato in loro falsi ricordi di abusi.

In altri casi, delle donne hanno sviluppato ricordi di abusi subiti nell'infanzia durante le terapie, per poi rinnegarli in seguito. Alcune ricerche hanno dimostrato che esistono soggetti che sono più inclini a sviluppare  falsi ricordi.
Da numerosi studi e oltre 200 esperimenti, Elizabeth Loftus e i suoi studenti hanno raccolto molte informazioni riguardo alle circostanze in base alle quali le persone modificano i propri ricordi. Un fattore decisivo è il trascorrere del tempo: è più facile "sovrascrivere" un falso ricordo su una memoria ormai confusa.

### Le false memorie dell'infanzia

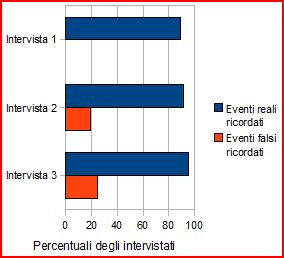
Risultati dell'esperimento sulle false memorie dell'infanzia

È necessario distinguere tra una memoria di cui viene modificato qualche dettaglio, ed un'altra totalmente inventata, basata su un evento mai accaduto.
Per studiare le false memorie, la Loftus e i suoi studenti hanno stimolato nei volontari una falsa memoria con caratteristiche precise: essa non avrebbe dovuto causare uno stress emotivo eccessivo, ma almeno un piccolo "trauma".
Con la collega Jacqueline E. Pickrell, la Loftus produsse in 24 individui tra i 18 e i 53 anni una specifica falsa memoria: i soggetti dovevano credere di essersi smarriti in un centro commerciale all'età di 5 anni.
Per ogni partecipante venne preparato un libretto, contenente tre eventi realmente accaduti (appresi da persone vicine ai partecipanti) e il ricordo falso, arricchito da particolari plausibili, alcuni comuni per tutti: le grida per la paura, l'essere rimasti soli per un lungo tempo, l'aiuto da parte di una donna anziana e, infine, il ritrovamento dei cari.
A questo punto del test viene chiesto di leggere gli eventi narrati nel proprio libretto; se uno di questi non viene ricordato, bisogna annotarlo scrivendo «Non ricordo questo»; successivamente, i partecipanti si confrontano con i parenti, paragonando i propri ricordi.
Il risultato del test mostrò come alcuni partecipanti si fossero del tutto persuasi di aver vissuto quel determinato evento. Al termine dell'esperimento, il 25% continuava a sostenere di ricordare in ogni particolare l'evento fittizio.
Si è potuto notare che esistono delle differenze tra le memorie vere e quelle false: i partecipanti al test hanno utilizzato più parole per descrivere i ricordi di eventi reali, e hanno giudicato le memorie reali più chiare.
Lo studio ha dimostrato che la gente può essere indotta a ricordare il passato in modo diverso o addirittura a credere che un evento fittizio sia accaduto.

#### Considerazioni
In questo studio è necessario evidenziare un fattore importante: è un membro della famiglia, vicino al soggetto testato, a sostenere che un dato episodio – in realtà inventato - sia accaduto. Questa conferma per molti individui può essere una tecnica potente per l'infusione di una memoria falsa.
Ciò è dimostrato da un fatto quotidianamente sperimentabile: se si accusa una persona di aver compiuto un reato, quest'ultima può suggestionarsi a tal punto da confessare il misfatto mai commesso.
Una conferma scientifica proviene dagli studi di Saul M. Kassin del Williams College; Kassin fece un esperimento, accusando alcune persone di aver provocato un danno ad un computer dopo aver premuto il tasto sbagliato. I non colpevoli inizialmente respinsero l'accusa, ma quando una persona autorevole testimoniò di averli visti, molti di loro firmarono una dichiarazione di colpevolezza.
Questo evidenzia che una falsa incriminazione – specialmente se proviene da un'autorità – può indurre un individuo a credersi colpevole.

### Inflazione dell'immaginazione

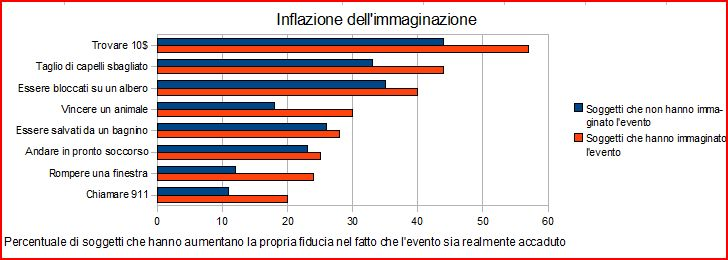

La dimostrazione che un suggerimento esterno possa condurre alla formulazione di memorie infantili false aiuta a comprendere il modo in cui esse si presentano. È necessario capire qual è l'effetto di questa suggestione in situazioni reali, come in un interrogatorio durante un processo.
Per esempio, un avvocato potrebbe chiedere ad un sospettato di immaginare di aver partecipato al reato; nel settore medico alcuni medici incoraggiano i pazienti ad immaginare gli eventi dell'infanzia per recuperare presunte memorie nascoste. Le indagini statistiche rivelano che il 22% dei medici incita il paziente a "lasciare le redini dell'immaginazione"; la terapista Wendy Maltz, autrice di un bestseller sugli abusi sessuali nell'infanzia, ammette di porre numerose domande allusive ai propri pazienti, mirate ad acquisire dettagli.
Gli esperti si sono chiesti se immaginare un avvenimento dell'infanzia induce a credere che esso sia accaduto. Per verificarlo, Elizabeth Loftus ed altri hanno progettato una procedura in 3 fasi:
- Prima fase: chiedere ai soggetti coinvolti di stimare la probabilità che determinati episodi siano avvenuti durante la loro infanzia; gli episodi scelti sono 40, e ad ognuno si deve assegnare un "grado di verità": dall'"Assolutamente non accaduto" all'"Assolutamente accaduto".
- Seconda fase: due settimane dopo, chiedere ai partecipanti di immaginare alcuni eventi della lista (per ogni partecipante un evento diverso);
- Terza fase: viene riproposta la lista originale; viene chiesto con quale probabilità sarebbero potuti accadere certi episodi; quest'ultima richiesta viene giustificata come un esercizio di immaginazione.

Nella terza fase un gruppo aveva immaginato di aver rotto una finestra; una parte di esso (24%) mostrò una fiducia maggiore nella possibilità che l'evento fosse occorso rispetto alla fase precedente. Del gruppo a cui non era stato chiesto di immaginare l'episodio, solo il 12% considerava possibile che l'avvenimento fosse realmente accaduto.
In ognuno degli 8 falsi eventi richiesti di immaginare, la dottoressa Loftus trovò questa "inflazione" di immaginazione; una spiegazione possibile potrebbe essere che immaginare di un evento aumenta la familiarità con l'evento stesso, e che la mente umana giustifica la "dimestichezza" con un ricordo collocandolo nell'infanzia, piuttosto che riconoscendolo come prodotto dell'immaginazione.

### Memorie impossibili
È altamente improbabile che un adulto possa ricordare episodi autentici che si sono verificati nel primo anno di vita, in parte perché l'ippocampo - che svolge un ruolo chiave nella creazione delle memorie - non è maturato abbastanza per formare ed immagazzinare le memorie durature che possono essere richiamate nell'età adulta.
All'Università di Carleton il professor Nicholas Spanos e suoi collaboratori hanno impiantato una “memoria impossibile” ad un gruppo di volontari.
Il test consiste in questo: i partecipanti vengono indotti a credere di avere ottima coordinazione visiva e abilità di ricerca visuale perché nati in ospedali nei quali sulle culle dei neonati vengono appesi giocattoli oscillanti. Metà del gruppo viene poi ipnotizzato e "portato indietro nel tempo" fino al giorno successivo alla nascita.
L'altra metà del gruppo partecipa ad una "ristrutturazione guidata della memoria", che utilizza la regressione dell'età come incoraggiamento per ricreare le esperienze infantili tramite l'immaginazione.
Spanos verificò che la maggioranza dei soggetti era suscettibile a questa procedura. Entrambi i gruppi infatti sostenevano di avere quella memoria; il dato sorprendente è che addirittura il 95% del gruppo che era stato guidato a creare la memoria ricordava questo evento, contro il 70% del gruppo ipnotizzato.
In entrambi i gruppi il 49% riteneva l'episodio inventato un ricordo reale, mentre solo il 16% era certo fosse solo una fantasia.
Lo studio dimostra che non sempre l'ipnosi è necessaria, e che anche in modo molto semplice si può indurre una persona a formulare un ricordo complesso.